# 연암초등학교
연암초등학교는 대한민국 울산광역시 북구에 있는 초등학교다.

## 학교 연혁
- 1994-11-16 착공
- 1995-02-28 경남 학교 설치 조례로 인가
- 1995-08-23 준공
- 1995-09-01 연암초등학교 개교(28학급)
- 1995-09-01 초대 이성규교장 부임
- 1998-12-10 울산광역시교육청 지정 인성교육 자율시범학교
- 2002-10-08 울산광역시교육청 지정 교실수업개선 연구학교 보고회
- 2003-09-01 명촌초등학교로 분리
- 2006-09-01 제5대 손효흥교장 부임
- 2006-11-10 울산광역시 교육청 지정 연극교육 연구학교 보고회
- 2007-02-14 제12회 졸업생(졸업생 누계 3,303명)
- 2007-03-01 44학급 편성
- 2008-02-19 제13회 졸업생(졸업생 누계 3,592명)
- 2008-03-01 39학급 편성
- 2009-10-29 울산광역시교육청 지정 교원능력개발평가 시범학교
- 2010-02-19 제15회 졸업생(누계 4,086명)
- 2010-03-01 제6대 이희준 교장 부임
- 2010-03-01 화봉초등학교 개교와 함께 분리 이관
- 2010-03-01 36학급 편성(특수학급 포함)
- 2011-02-18 제16회 졸업(졸업생 220명, 누계: 4,306명)
- 2011-03-01 33학급 편성(특수학급 2학급 포함)
- 2012-02-17 제17회 졸업(졸업생 186명, 누계: 4,492명)
- 2012-03-01 31학급 편성(특수학급 2학급 포함)
- 2013-02-21 제18회 졸업(졸업생 166명, 누계: 4,658명)
- 2013-03-01 울산광역시교육청지정 STEAM 시범학교 지정
- 2013-03-01 30학급 편성(특수학급 2학급 포함)
- 2013-03-01 효문분교장 편입
- 2014-02-20 제19회 졸업(졸업생 151명, 누계: 4809명)
- 2014-03-01 울산광역시교육청지정 STEAM 시범학교 운영
- 2014-03-01 30학급 편성(특수학급 2학급 포함)